# Grup Pan
Grup Pan war eine kurzlebige türkische Band aus den 1980er Jahren, die für die Teilnahme an der Eurovision geformt worden war.

## Hintergrund
Sie vertrat die Türkei beim Eurovision Song Contest 1989 in Lausanne mit dem Lied Bana Bana (dt.: „Mir mir“) und erreichten nur den 21. Platz mit 5 Punkten – ein Punkt kam aus Spanien und vier Punkte kamen aus Jugoslawien, dem Gewinner des Eurovision 1989. Pan hatten mit der Startnummer 5 gestartet.
Die Mitglieder von Pan waren Hazal Selçuk, Sarper Semiz, Vedat Sakman und Arzu Ece. 1995 vertrat Arzu Ece solo die Türkei.
Bana bana war ein Werk des erfolgreichen türkischen Komponisten Timur Selçuk.

## Kuriositäten des Texts vonBana bana
Der Text von Bana bana bestand nur aus wenigen Sätzen, die aber ständig nacheinander wiederholt wurden. Der Refrain bestand nur aus einem Satz, dessen einzelne Wörter ständig wiederholt wurden. Den Refrain bildete der Satz Bana bunu yapamazsın („Das kannst du mir nicht antun“), der allerdings wie folgt in seine Teile zerlegt und gesungen wurde: Bana bana, bana bana, bana bunu bana bunu bana bana, yapamazsın ay ay ay yapamazsın ay ay ay, also Mir mir, mir mir, mir das, mir das, mir mir, kannst du nicht antun ay ay ay kannst du nicht antun ay ay ay, wobei die männlichen Mitglieder der Gruppe ein Olur mu? („Wie kann das sein?“, etwa im Sinne von „Ich bitte dich, das stimmt nicht.“) hineinsangen.
Die Strophen hatten vier Sätze, die ebenso öfter nacheinander wiederholt wurden. Sie lauteten übersetzt:
Wenn er eines Tages geht und dich wieder dich wieder traurig macht? (zweimal nacheinander gesungen von den Männern)
Ein Leben wird so nicht vergehen, wenn die Trennung ein Geliebter wird. (einmal gesungen von den Frauen)
Wenn er kommt, wenn er traurig macht, wenn er geht, wenn er zurückkommt, wenn er liebt? (dreimal nacheinander gesungen von den Männern)
Diesmal werde ich nicht darauf hereinfallen, ich habe keine Angst vor der Trennung (einmal gesungen von den Frauen)

## Diskografie

### Singles
- 1989: Bana Bana